# Clarkia davyi
Clarkia davyi är en dunörtsväxtart som först beskrevs av Jepson, och fick sitt nu gällande namn av H. och M. Lewis. Clarkia davyi ingår i släktet clarkior, och familjen dunörtsväxter. Inga underarter finns listade i Catalogue of Life.